# Henri Wernli
Henri Wernli (Berna, 3 giugno 1898 – Schwarzenberg, 3 giugno 1961) è stato un lottatore svizzero, specializzato nella lotta libera.

## Palmarès

### Olimpiadi
- 1 medaglia:
  - 1 argento (Parigi 1924 nella lotta libera, pesi massimi)